# Коза Ностра
 Тази статия е за престъпната организация.  За филма вижте Коза Ностра (филм).  
Коза Ностра (на италиански: Cosa nostra), наричана също сицилианска мафия или само мафия, е тайна престъпна организация, възникнала в средата на XIX век в Сицилия и съществуваща до наши дни.
Това е обединение на самостоятелни престъпни групи с обща организационна структура и кодекс на поведение, чиято основна дейност е рекетът. Всяка отделна група, наричана „фамилия“, контролира определена територия, обикновено град, село или квартал (при по-големите градове). Контролиращият всички фамилии в дадения регион се нарича „кръстник“.